# (6265) 1985 TW3
1985 تي دابليو 3 (ويعرف أيضًا باسم (6265) 1985 تي دابليو 3 وفق تسمية الكوكب الصغير) (بالإنجليزية: 1985 TW3)‏ هو كويكب ضمن حزام الكويكبات؛ وترتيبه 6265 من حيث الاكتشاف.
اكتُشف هذا الجُرم الفلكي بواسطة T. F. Fric ‏ في 11 أكتوبر 1985.

## وصلات خارجية
- (6265) 1985 TW3 في قاعدة بيانات مختبر الدفع النفاث لأجرام النظام الشمسي الصغيرة

- الاكتشاف · مخطط المدار ·  العناصر المدارية · المعلمات المادية

- (6265) 1985 TW3 على موقع ويكي سكاي: DSS2, SDSS, GALEX, IRAS, Hydrogen α, X-Ray, Astrophoto, Sky Map, Articles and images